# Elecciones legislativas de Ecuador de 1943
Las elecciones legislativas de Ecuador de 1943 se celebraron ese año para renovar a la Cámara de Diputados y del Senador de Ecuador. 
Se eligieron 90 legisladores en total, necesitando 46 votos para mayoría del Congreso en pleno. 

## Senadores
34 Senadores, 18 votos para mayoría de la Cámara del Senado.
| Provincia       | Senador                                |
| --------------- | -------------------------------------- |
| Carchi          | Roberto Grijalva Guerrón               |
| Carchi          | Victor Hugo Narváez                    |
| Imbabura        | Isaac Jesús Barrera Quiroz             |
| Imbabura        | Joaquín Sandoval Monge                 |
| Pichincha       | Catón Cárdenas Navarro                 |
| Pichincha       | José Ricardo Chiriboga Villagómez      |
| Cotopaxi        | Luis Fernando Ruiz Lecaros             |
| Cotopaxi        | Filemón Borja Suárez                   |
| Tungurahua      | Alfredo Sevilla Chacón                 |
| Tungurahua      | Miguel Ángel Albornoz Tabares          |
| Chimborazo      | Leonardo Dávalos Donoso                |
| Chimborazo      | Félix Flor Moncayo                     |
| Bolívar         | Alfredo Noboa Montenegro               |
| Bolívar         | César A. Durango Montenegro            |
| Cañar           | Miguel Heredia Crespo                  |
| Cañar           | Carlos Rigoberto Veintimilla Jaramillo |
| Azuay           | Guillermo Peña Delgado                 |
| Azuay           | Daniel Córdova Toral                   |
| Loja            | Manuel B. Cueva García                 |
| Loja            | Alberto Burneo Peña                    |
| El Oro          | Francisco Ochoa Ortiz                  |
| El Oro          | Miguel Ángel Carrión Guzmán            |
| Guayas          | Fausto Navarro Allende                 |
| Guayas          | José María Estrada Coello              |
| Los Ríos        | Efrén Icaza Moreno                     |
| Los Ríos        | Pedro Hidalgo González                 |
| Manabí          | César Manuel Chávez Reyes              |
| Manabí          | Raúl Dueñas Giler                      |
| Esmeraldas      | Humberto Trujillo Gutiérrez            |
| Esmeraldas      | César Plaza Monzón                     |
| Napo Pastaza    | Manuel Adrian Navarro Gardín           |
| Napo Pastaza    | Daniel B. Hidalgo                      |
| Santiago Zamora | Rafael Arcos Díaz                      |
| Santiago Zamora | Luis Calisto Mestanza                  |

## Diputados
56 diputados, 29 votos para mayoría de la Cámara de Diputados.
| Provincia       | Diputado                          |
| --------------- | --------------------------------- |
| Carchi          | Jorge Regalado Coral              |
| Carchi          | Alfonso Herrera Padilla           |
| Carchi          | Carlos Velástegui                 |
| Imbabura        | Lucio Tarquino Páez Zambrano      |
| Imbabura        | Víctor Elías Borja Montalvo       |
| Imbabura        | Alberto Moncayo Andrade           |
| Pichincha       | Wilson Córdova Moscoso            |
| Pichincha       | Miguel Ángel Benalcazar Camacho   |
| Pichincha       | Luis Fernando Montalvo Naranjo    |
| Pichincha       | Alfredo Pérez Chiriboga           |
| Pichincha       | Francisco Cruz Miranda            |
| Cotopaxi        | Leopoldo Rivas Bravo              |
| Cotopaxi        | Cristóbal Salgado Salgado         |
| Cotopaxi        | César Moya Sánchez                |
| Tungurahua      | Enrique Sánchez Barona            |
| Tungurahua      | Juan Sevilla Salgado              |
| Tungurahua      | César Enrique Viteri Paredes      |
| Chimborazo      | Juan Benigno Moncayo Aguiar       |
| Chimborazo      | Angel Enrique Yerovi Mora         |
| Chimborazo      | Arturo Cabrera Martínez           |
| Chimborazo      | César A. Barriga Lavayen          |
| Bolívar         | Gabriel Homero Veintimilla Vela   |
| Bolívar         | Alcídes Ribadeneira Lucio         |
| Bolívar         | Carlos Enrique Dávila             |
| Cañar           | José Alberto Aguilar Pesántez     |
| Cañar           | Francisco Monsalve Pozo           |
| Cañar           | Modesto Andrade Vintimilla        |
| Azuay           | Arturo Neira Astudillo            |
| Azuay           | José Oramas González              |
| Azuay           | Luis Alberto Sojos Jaramillo      |
| Azuay           | Alfonso Malo Rodríguez            |
| Azuay           | Luis Ayora Arellano               |
| Loja            | Ángel Salvador Cueva              |
| Loja            | Ricardo Arias Castro              |
| Loja            | Víctor Emilio Valdivieso Carrióon |
| Loja            | Miguel Ángel Aguirre Sánchez      |
| El Oro          | Manuel Sotomayor Rivera           |
| El Oro          | Raúl Reyes Andrade                |
| El Oro          | Augusto Paladines Villacís        |
| Guayas          | Teodoro Maldonado Carbo           |
| Guayas          | Aquiles Rigaíl Caamaño            |
| Guayas          | Humberto Ferreti Romero           |
| Guayas          | Absalón Guillén Ramírez           |
| Guayas          | Enrique Cabanilla Cevallos        |
| Los Ríos        | Agustin Roldós Barreiro           |
| Los Ríos        | Carlos Benítez Salcedo            |
| Los Ríos        | Alberto Febres-Cordero Carbo      |
| Manabí          | Washington Zavala Loor            |
| Manabí          | César Arcentales Medranda         |
| Manabí          | Eustorgio Mendoza Mendoza         |
| Manabí          | Octavio Viteri Velásquez          |
| Esmeraldas      | Alejandro Otoya Briones           |
| Esmeraldas      | José Luis Tamayo Concha           |
| Esmeraldas      | Alberto Andrade Cevallos          |
| Napo Pastaza    | Humberto Garcés González          |
| Santiago Zamora | César Abad Torres                 |

Fuente: